# Sydlig kamvingesvala
Sydlig kamvingesvala (Stelgidopteryx ruficollis) är en fågel i familjen svalor inom ordningen tättingar.

## Utseende
Sydlig kamvingesvala är en jämnfärgat brunaktig svala. Den är mycket lik nordlig kamvingesvala, men skiljer sig genom kontrasterande ljus övergump i flykten samt rostbrun strupe. 

## Utbredning och systematik
Sydlig kamvingesvala delas in i fyra underarter med följande utbredning:
- S. r. uropygialis – karibiska låglandet i Honduras och Nicaragua till nordvästra Peru
- S. r. decolor – Stillahavskusten i Costa Rica och Panama
- S. r. aequalis – från norra Colombia till östra och södra Venezuela
- S. r. ruficollis – sydöstra Colombia till Guyana, Brasilien och norra Argentina

## Levnadssätt
Sydlig kamvingesvala hittas i öppna miljöer som fält, floder och sjöar. Den ses ofta i små flockar. 

## Status och hot
Arten har ett stort utbredningsområde och en stor population med stabil utveckling. Utifrån dessa kriterier kategoriserar IUCN arten som livskraftig (LC). Beståndet uppskattas till i storleksordningen 50 miljoner vuxna individer.

## Bilder

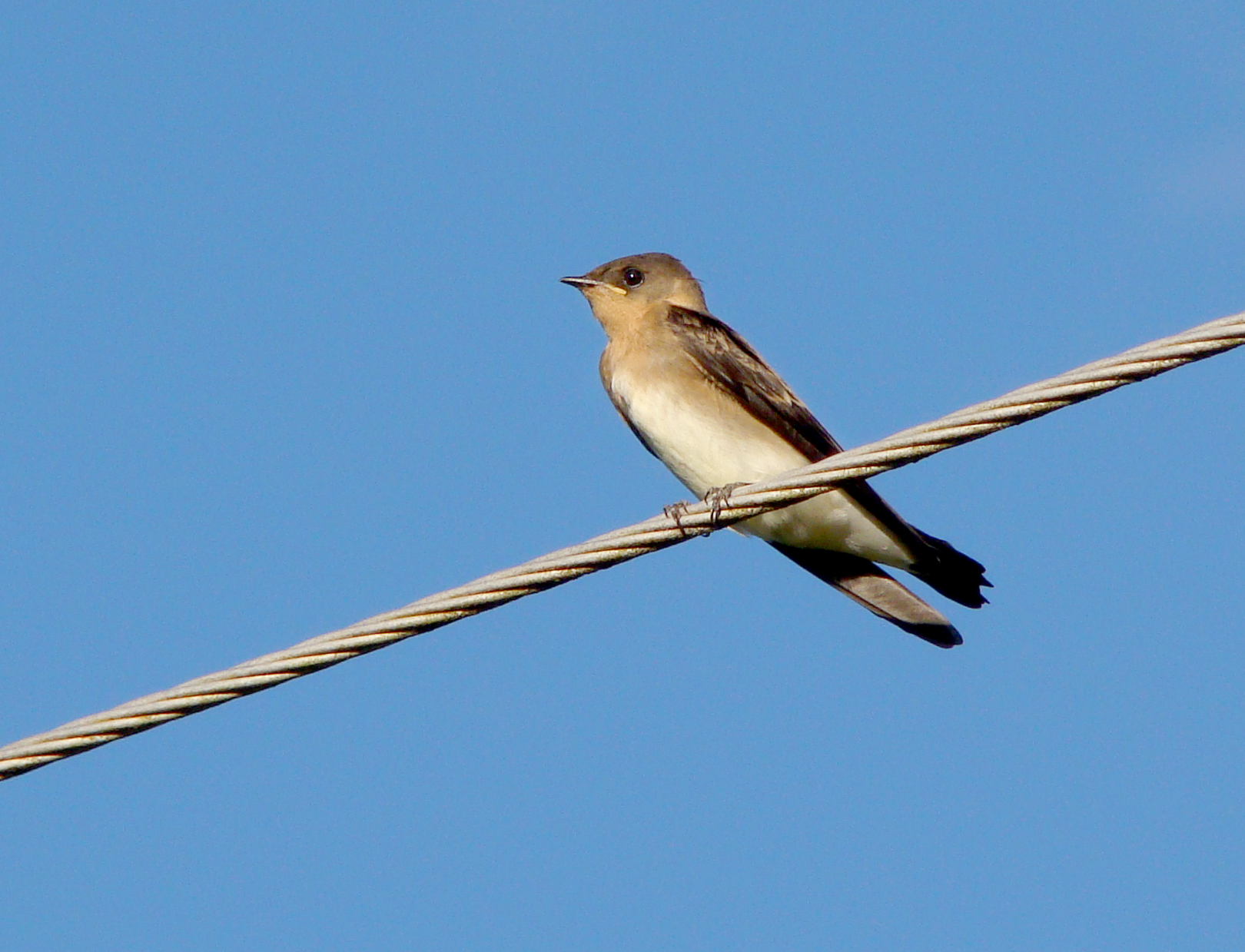
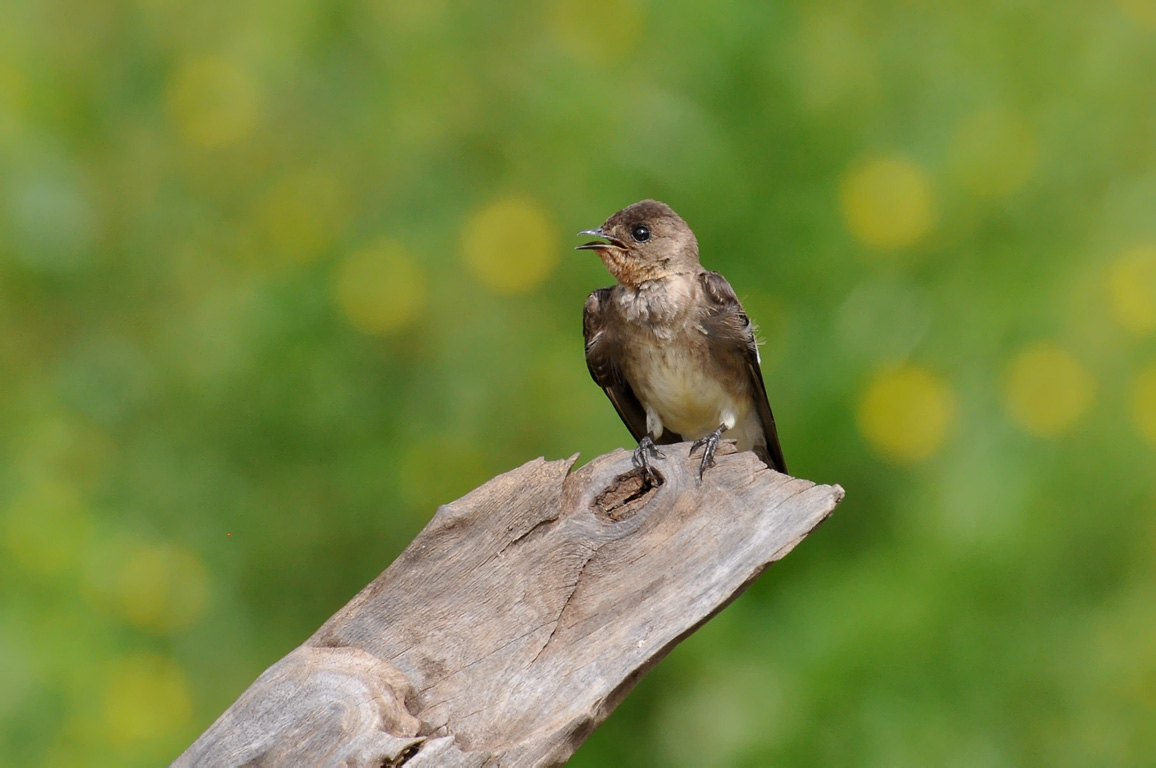
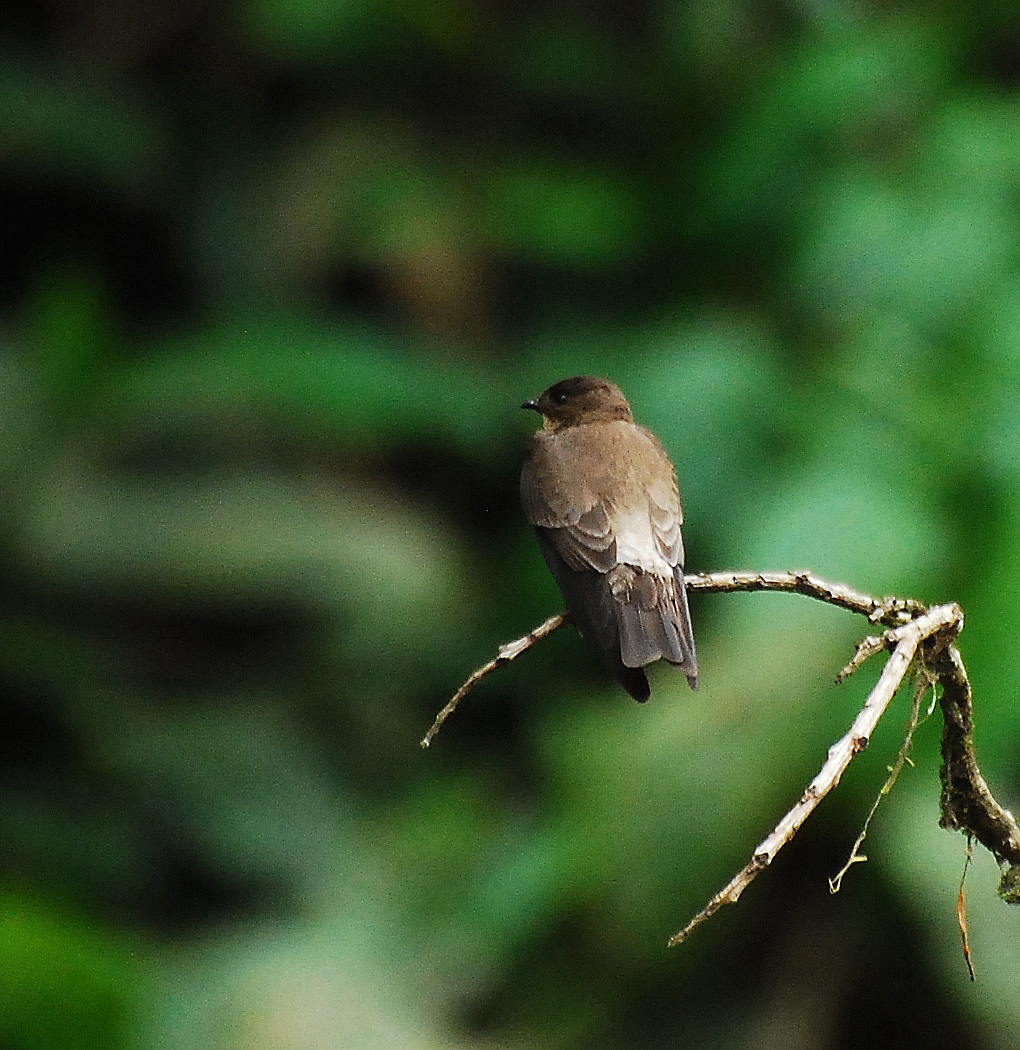